# Palacio real de Bang Pa-In
El Palacio real de Bang Pa-In (en tailandés: พระราชวังบางปะอิน) también conocido como el "Palacio de Verano", es un complejo de edificios antiguamente utilizado por los reyes de Tailandia. El palacio está situado en la orilla del río Chao Phraya en el distrito de Bang Pa-En, de la provincia de Ayutthaya.
El Rey Prasat Thong originalmente construyó el complejo en 1632, y aunque estuvo vacía y cubierto a lo largo de los siglos 18 y 19, el rey Mongkut comenzó a restaurar el sitio a mediados del siglo XIX. La mayoría de los edificios actuales fueron construidos entre 1872 y 1889 por el rey Chulalongkorn.